# Upa (flod)

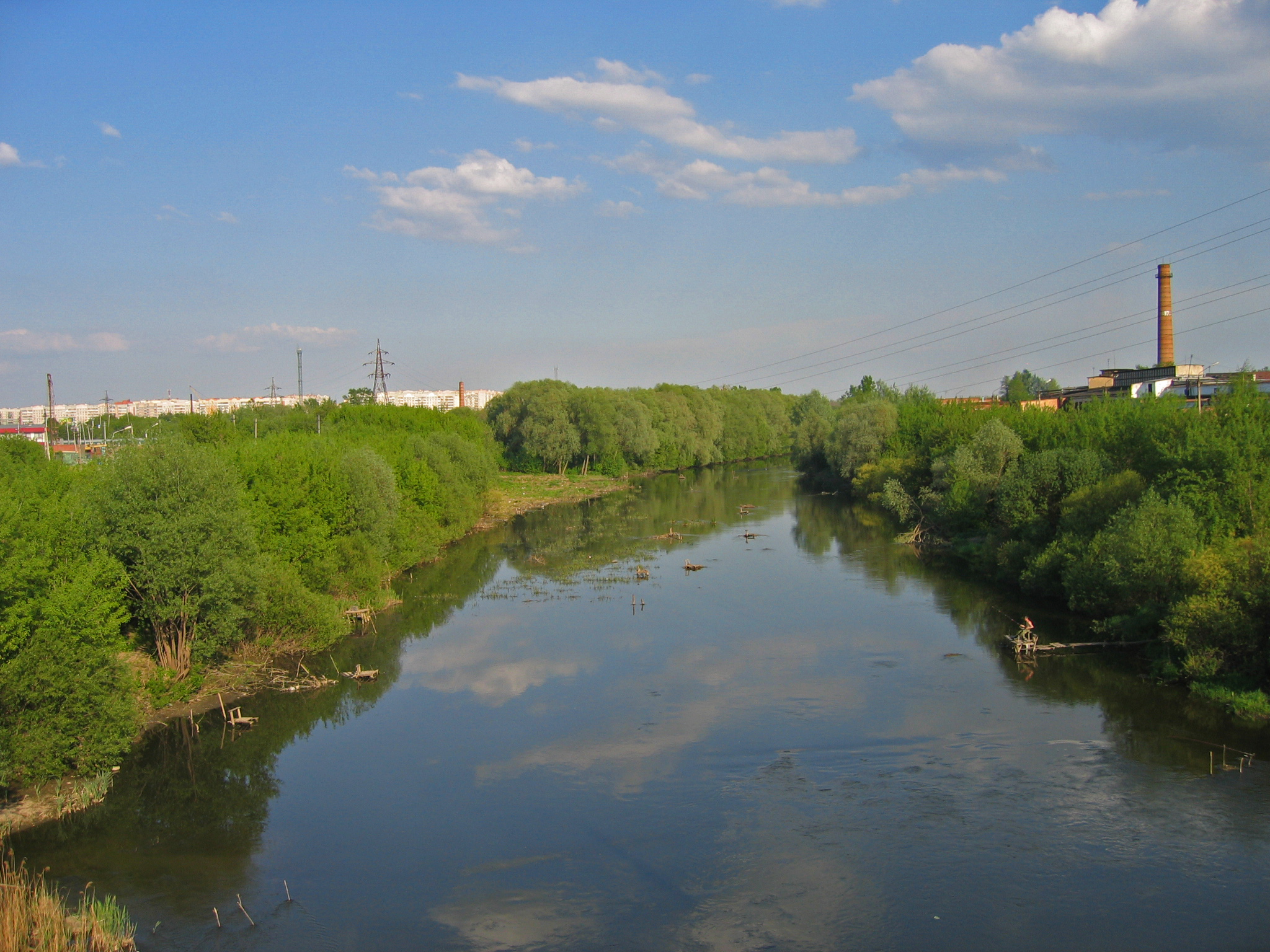
Floden Upa vid Tula.

Upa är en 345 km lång flod i Tula oblast, Ryssland, och en av huvudflödena till floden Oka. Staden Tula, den administrativa huvudorten för Tula oblast, ligger vid Upa.